# Nötmossa
Nötmossa (Diphyscium foliosum) är en bladmossart som beskrevs av Daniel Matthias Heinrich Mohr 1803. Nötmossa ingår i släktet Diphyscium och familjen Buxbaumiaceae. Enligt den finländska rödlistan är arten nära hotad i Finland. Arten är reproducerande i Sverige. Artens livsmiljö är andra klippor. Inga underarter finns listade i Catalogue of Life.

## Bildgalleri

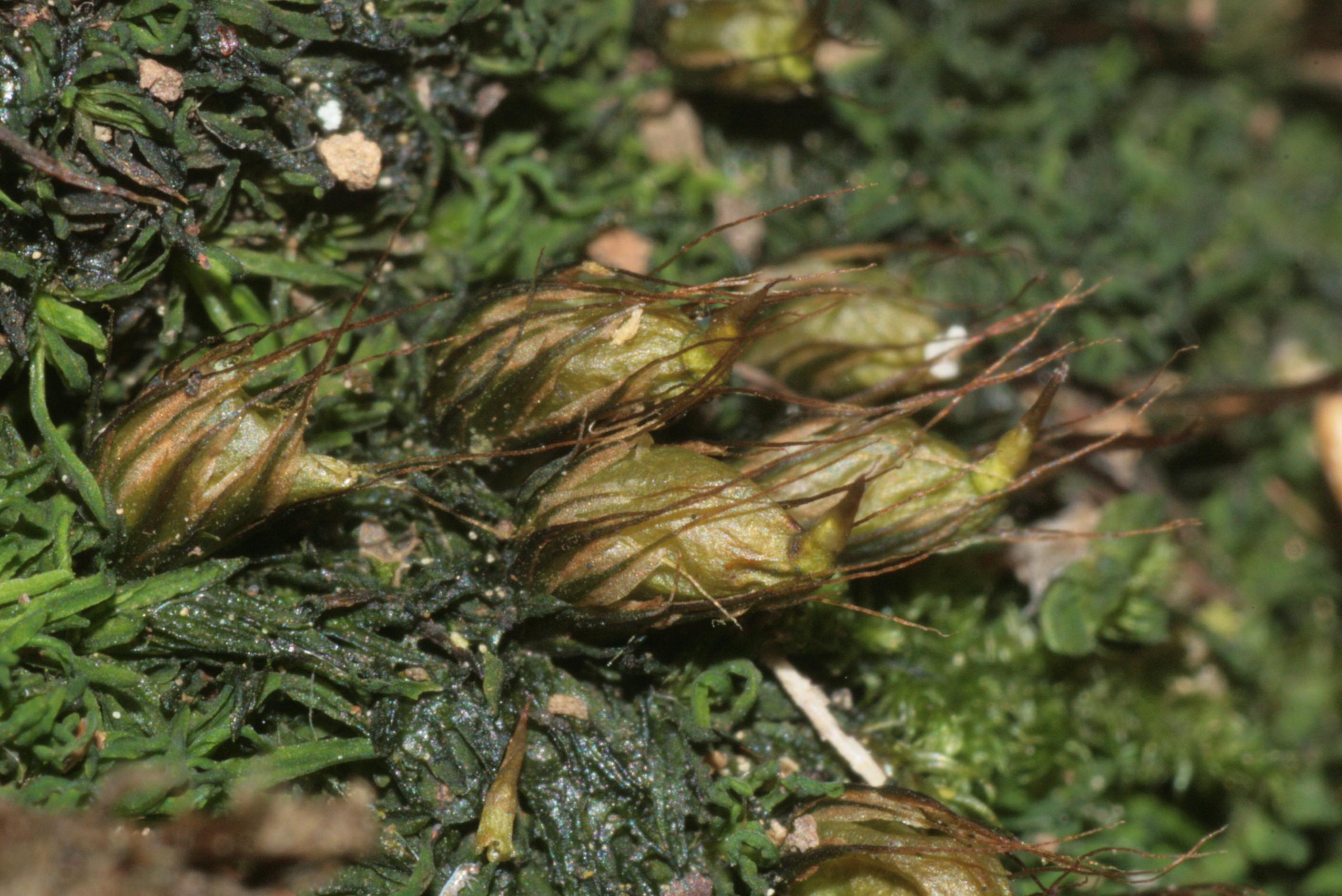
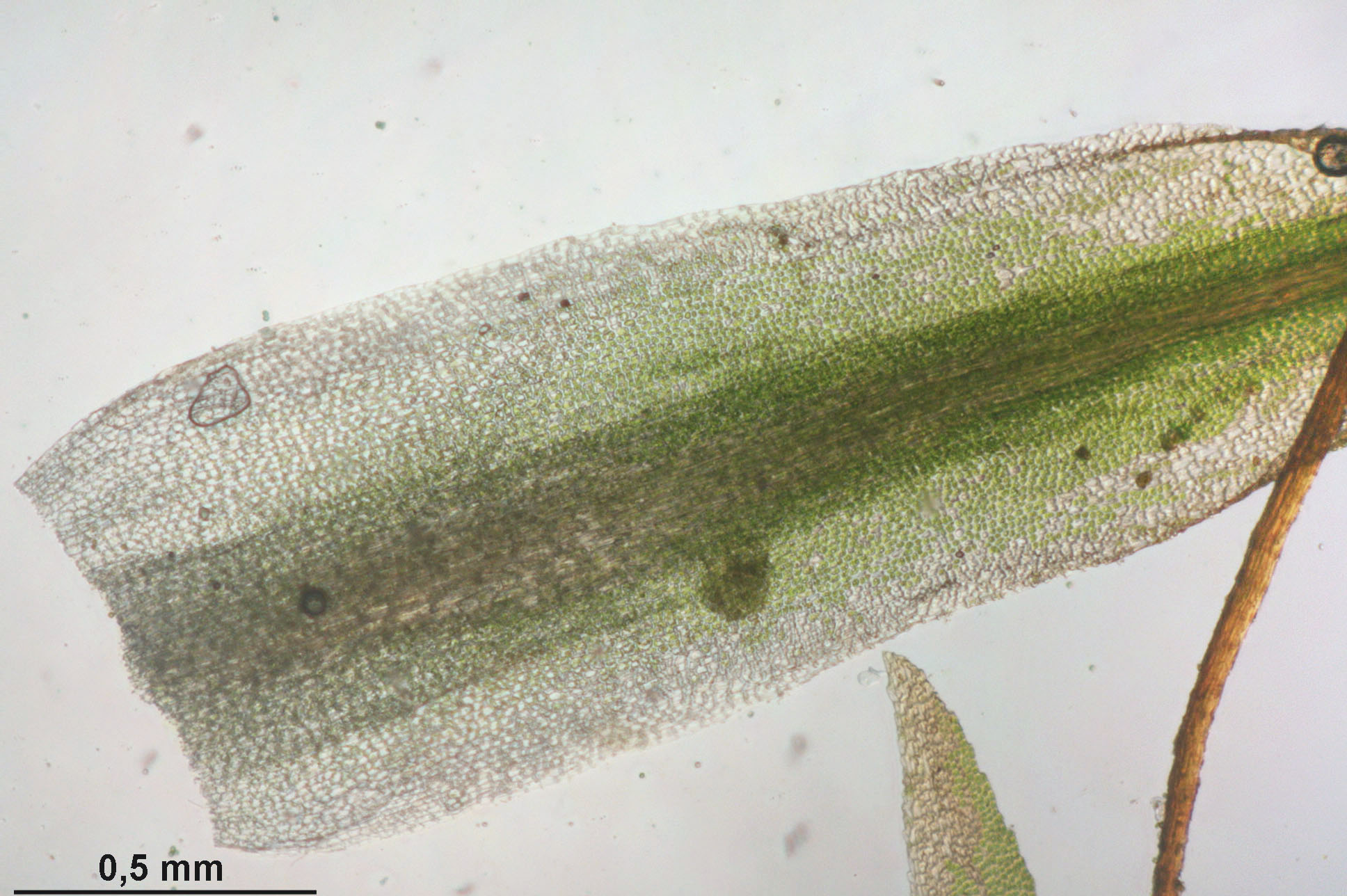
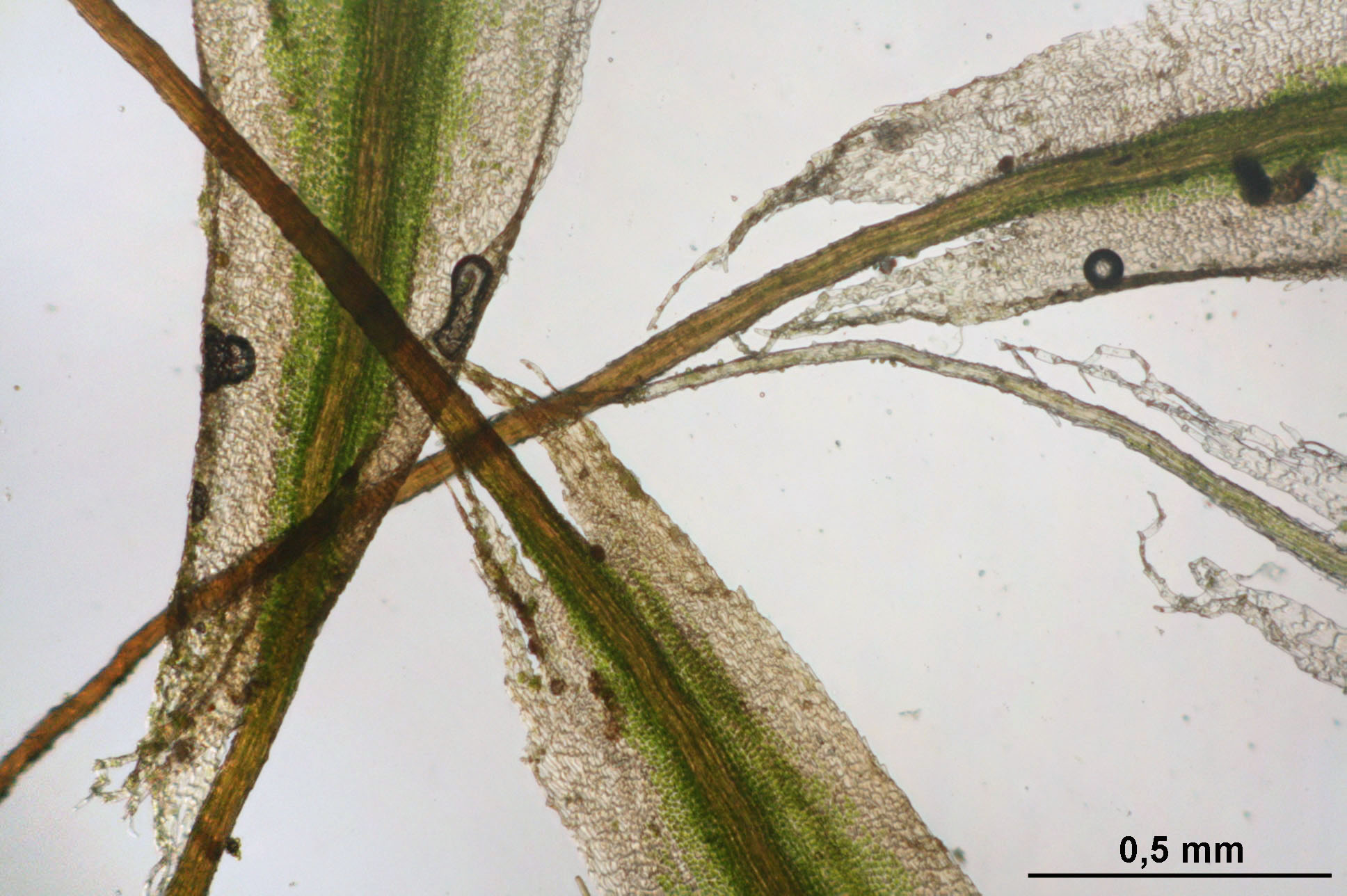
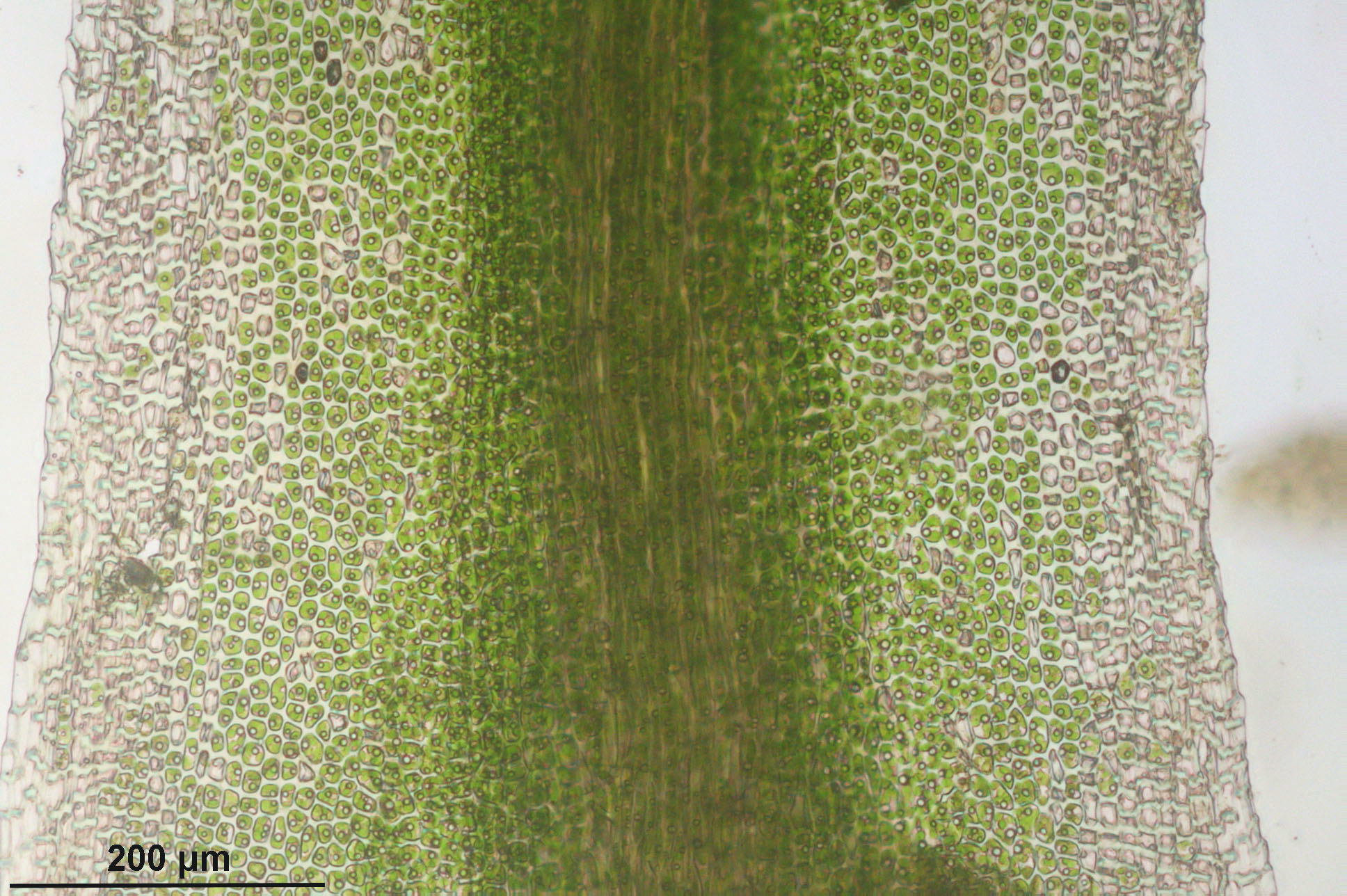
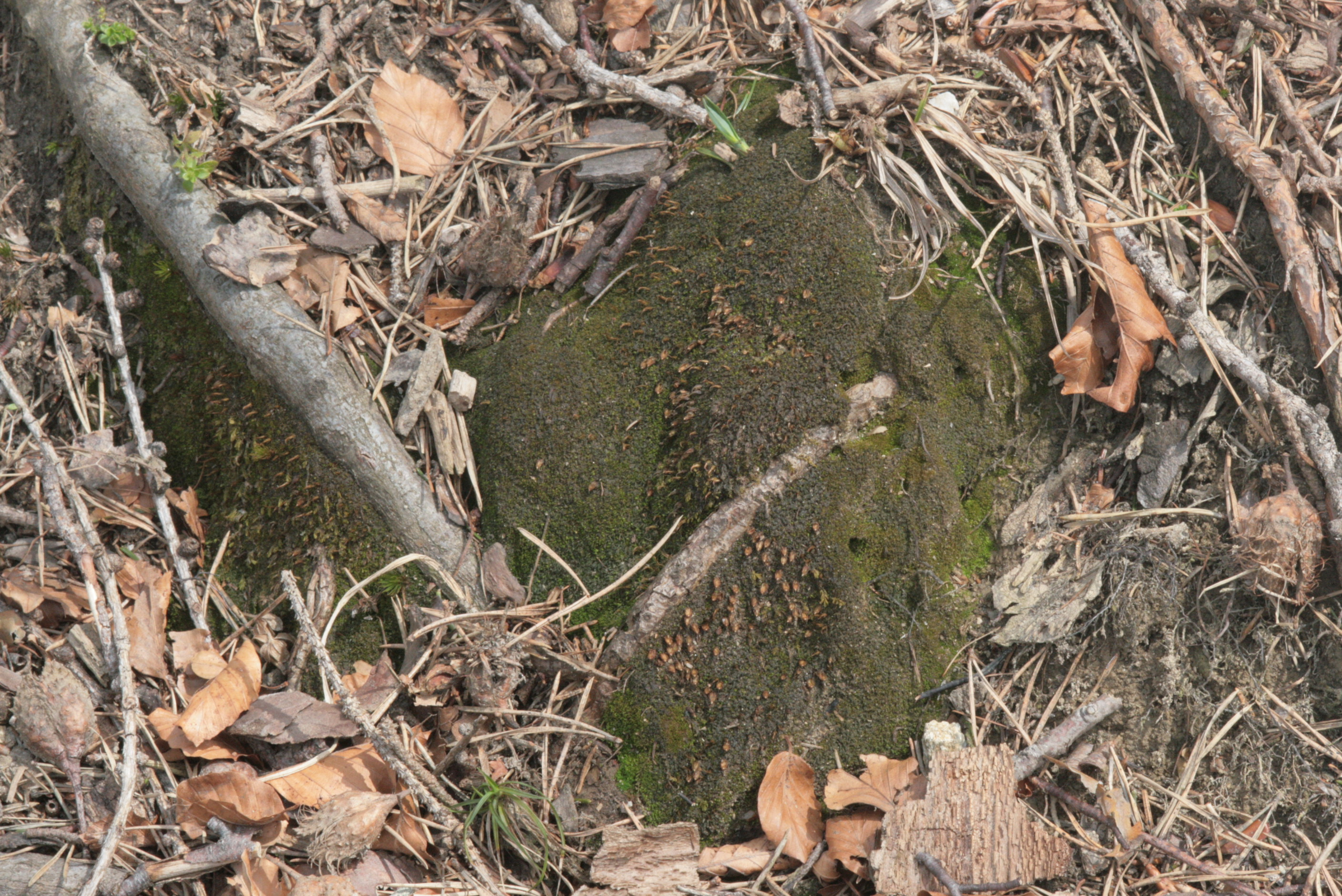
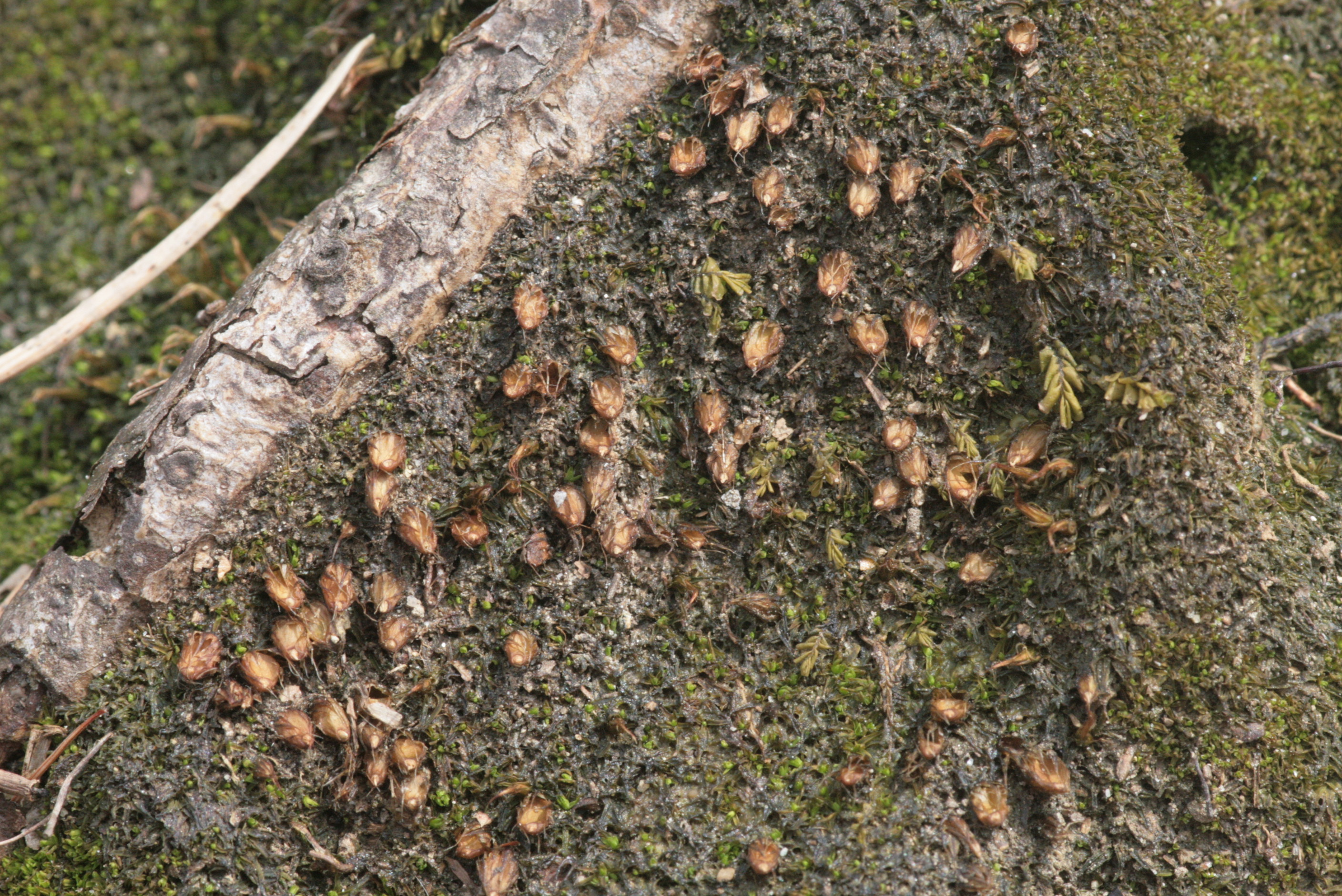